# Путешествие с домашними животными
Путешествие с домашними животными часто подразумевает использование переносок или контейнеров, которые ограничивают и защищают домашних животных во время путешествий.

## Стресс животных
Домашние животные могут испытывать стресс и беспокойство из-за незнакомых ситуаций и мест. Кошки особенно страдают от смены обстановки. Вместо того, чтобы брать с собой домашних животных в отпуск, их можно оставить в специальной гостинице для животных или дома с другом или сиделкой . Однако эти варианты не полностью исключают незнакомые ситуации и не годятся при постоянных переездах.

## Способы путешествия

### Путешествие по воздуху
Домашних животных можно перевозить в салоне самолёта, в ручной клади или в багажном отделении. Авиакомпании устанавливают собственную политику в отношении перевозки домашних животных. Компания Pet Airways специализировалась на перевозке домашних животных, но как бизнес-проект потерпела неудачу. В последние годы путешествия с домашними животными на частных самолётах получили некоторый импульс к развитию, особенно из-за скидок на авиабилеты. В таких путешествиях домашние животные допускаются в салон вместе с хозяевами, что снижает стресс и травмы у животных.
Общество защиты животных США рекомендует по возможности избегать авиаперелётов. Экстремальные температуры и разреженный воздух создают дополнительный риск для брахикефальных пород, таких как бульдоги, пекинесы, мопсы и персидские кошки . В отчётах Министерства транспорта США о путешествиях по воздуху зарегистрировано 302 случая гибели, травмирования и исчезновения за 6 лет, из них 35 — в 2011 году. Две собаки погибли за столько же месяцев на рейсах United Airlines в 2012 году.
Если домашние животные убегают, они могут столкнуться с опасностью, даже если это произойдёт на земле. Кот по имени Джек сбежал при обработке багажа American Airlines в аэропорту Джона Ф. Кеннеди, пропал без вести на 61 день и в конце концов был усыплён. Другой кот сбежал и был сбит автомобилем на взлётно-посадочной полосе в международном аэропорту Индиры Ганди в Дели, когда летел с Jet Airways .

#### Полемика
В 2018 году United Airlines призналась, что заставила поместить домашнее животное-пассажира в багажное отделение, что привело к смерти животного. Всего два дня спустя другая собака на борту рейса United была ошибочно отправлена в Японию вместо предполагаемого пункта назначения в Канзас-Сити. Похожий инцидент произошёл в марте 2018 года, когда Delta Air Lines отправила щенка в Солт-Лейк-Сити вместо предполагаемого пункта назначения в Бойсе.

### Путешествие на машине
Домашние животные, передвигающиеся в автомобилях, безопаснее всего содержать в переносках, пристёгнутых ремнём безопасности . Их рекомендуется размещать на заднем сиденье или на переднем с отключёнными подушками безопасности. Собак можно пристёгивать шлейками, но Центр безопасности домашних животных обнаружил, что такая «защита владельца или собаки на 100 процентов неэффективна». Незафиксированные животные могут помешать вождению или получить серьёзные травмы при аварии, но ни один штат не требует закрепления домашних животных в автомобилях.

### Коляски для домашних животных
Более мелких домашних животных модно перемещать в пределах населённого пункта в специальных колясках; это может быть особенно актуально для больных, хромых и старых животных. Коляска для домашних животных похожа по конструкции на детскую коляску Коляску можно закрыть сеткой для предотвращения побега, позволяя питомцу видеть, слышать и обонять окружающую среду. В отличие от младенца, животное не обездвижено в коляске, и может свободно перемещаться в ней.

## Правила ввоза, вывоза и карантина

### Китай
По данным Главного таможенного управления Китая, с 2019 года каждому владельцу паспорта разрешено ввозить в континентальный Китай 1 домашнюю кошку или 1 домашнюю собаку на каждого обладателя паспорта без каких-либо требований к подаче заявки на разрешение. При условии, что домашняя кошка или собака имеет имплантат микрочипа ISO 11784/11785, сертификат вакцинации против бешенства и отрицательный результат теста на титр бешенства из списка одобренных лабораторий, (полученные не менее чем за 30 дней до прибытия) и ветеринарный сертификат (полученный в течение 14 дней до прибытия), такие животные могут избежать 30-дневного карантина.
Домашние животные без микрочипа или отсутствующих документов могут въезжать в материковый Китай только через определённые порты и проходить обязательный 30-дневный карантин. Список назначенных портов:
- Международный аэропорт Пекин Столичный
- Пекинский международный аэропорт Дасин
- Западный вокзал Пекина
- Шанхайский международный аэропорт Хунцяо
- Шанхайский международный аэропорт Пудун
- Шанхайский железнодорожный вокзал
- Шанхайский международный центр пассажирских перевозок
- Международный круизный терминал Усонкоу (Луцзяцзуй)
- Международный аэропорт Урумчи Дивопу
- Порт Алашанькоу
- Международный аэропорт Гуанчжоу Байюнь

### САР Гонконг
По данным Департамента сельского хозяйства, рыболовства и охраны природы, ввоз кошек и собак из следующих стран / территорий — Категории I и II, требует «специальных / импортных разрешений», но они / могут быть освобождены от 4-месячного обязательного карантина:
- Австралия, Фиджи, Гавайи, Ирландия, Япония, Новая Зеландия, Великобритания, Бейливик Джерси, Австрия, Бахрейн, Бермуды, Канада, Кипр, Финляндия, Германия, Гуам, Италия, Люксембург, Мальта, Норвегия, Папуа-Новая Гвинея, Сейшельские острова, Соломоновы Острова, Испания, Швейцария, Тайвань, Вануату, Багамы, Бельгия, Бруней, Каймановы острова, Дания, Франция, Гибралтар, Исландия, Ямайка, Мальдивы, Маврикий, Новая Каледония, Португалия, Сингапур, Южная Африка, Швеция, Нидерланды, США (континентальный)), Виргинские острова.[30]

Домашние кошки и собаки из других стран / территорий — Категория III должны будут подать заявку на «Специальное / импортное разрешение» и пройти обязательный четырёхмесячный карантин по прибытии в Гонконг за счёт владельца, при условии предоставления доказательства вакцинации собак. против чумы собак, инфекционного гепатита собак и парвовируса собак, а также кошек, вакцинируемых против вируса панлейкопении кошек и комплекса респираторных заболеваний кошек не менее чем за 14 дней и не более чем за 1 год до ввоза в Гонконг .
Все домашние животные, ввозимые в САР Гонконг, должны ввозиться только как заявленный груз (за исключением пересечения наземной границы), должны иметь имплантированный микрочип AVID или ISO 11784/11785 и иметь ветеринарный сертификат (срок действия 14 дней до ввоза). Домашние животные могут вывозиться из САР Гонконг в салоне самолёта вместе с владельцем или в качестве зарегистрированного багажа . Доказательство вакцинации против бешенства, как правило, не требуется Департаментом сельского хозяйства, рыболовства и охраны природы для ввоза домашних кошек и собак в САР Гонконг.
Для домашних животных, следующих транзитом через Гонконг, также требуется «разрешение на транзит».

### Объединённое Королевство
Правильно подготовленная кошка, собака или хорёк могут быть ввезены без карантина в Соединённое Королевство из следующих стран по схеме паспорта домашнего животного, но только через уполномоченную транспортную компанию (которая включает туннель под Ла-Маншем и большинство паромных переправ для прибывающих на машине) :
Страны, выдающие паспорта домашних животных, признанные Великобританией: все страны ЕС, а также Андорра, Азорские острова и Мадейра, Канарские острова, Гибралтар, Гренландия и Фарерские острова, Исландия, Лихтенштейн, Монако, Норвегия, Сан-Марино, Швейцария и Ватикан .
Страны, перечисленные Великобританией для этой цели: Антигуа и Барбуда, Аргентина, Аруба, остров Вознесения, Австралия,  Барбадос, Бахрейн, Беларусь, Бермудские острова, острова BES (Бонэр, Сент-Эстатиус и Саба), Босния и Герцеговина., Канада, Каймановы острова, Чили, Кюрасао, Фолклендские острова, Фиджи, Французская Полинезия, Гваделупа, Гонконг, Ямайка, Япония, Малайзия, Реюньон, Мартиника, Маврикий, Майотта, Мексика, Монтсеррат, Новая Каледония, [Новая Зеландия, Северная Македония, Российская Федерация, Сен-Мартен, Св. Елена, Сент-Китс и Невис, Сен-Пьер и Микелон, Сент-Винсент и Гренадины, Сингапур, Тайвань. Тринидад и Тобаго, Объединённые Арабские Эмираты, США (включая Американское Самоа, Гуам, Северные Марианские острова, Пуэрто-Рико и Виргинские острова США), Вануату, Уоллис и Футуна.
 

### Комментарии
1. ↑  Additional rules apply to cats from Australia.